# Die Verkleidungen des französischen Hofmeisters und seines deutschen Zöglings

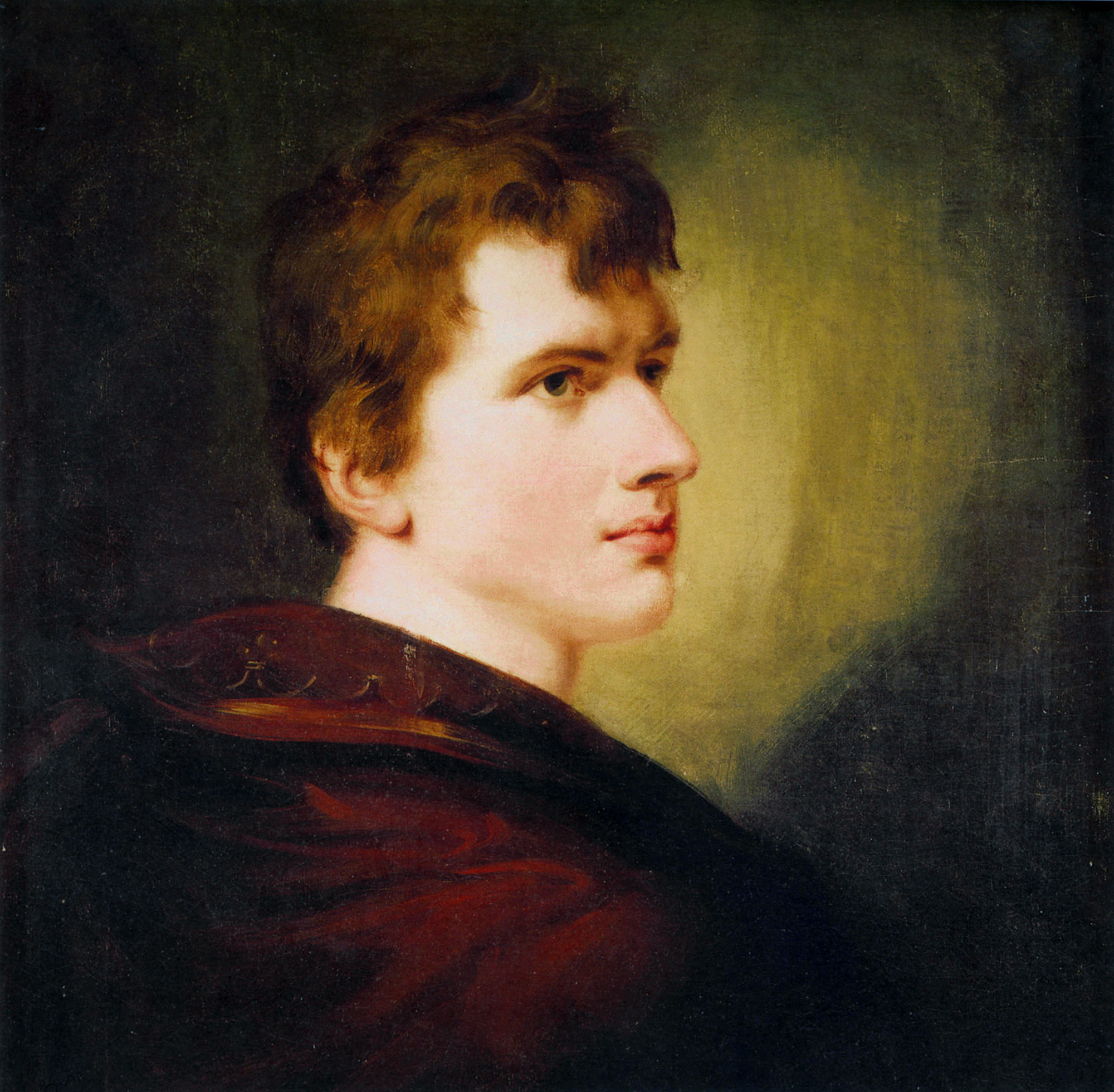
Achim von Arnim
(1781–1831)

Die Verkleidungen des französischen Hofmeisters und seines deutschen Zöglings ist eine Novelle von Achim von Arnim, die 1823 im „Frauentaschenbuch für das Jahr 1824“ bei Johann Leonhard Schrag in Nürnberg erschien.
Die Eintragungen im Tagebuch des Zöglings geben Aufschluss über die Geschichte des Hofmeisters, eines Hugenotten.

## Inhalt
In Belgien, Paris und Amsterdam nach dem 18. Oktober 1685 während der Regentschaft Ludwigs XIV.: Bereits mit neunzehn Jahren hat der Zögling, das ist ein Deutscher aus Köln, seine Jurastudien beendet. Auf Wunsch des Vaters soll er nun Franzose werden, weil die Familie eine Erbschaft aus Frankreich erwartet. Also soll der Zögling zusammen mit dem Hofmeister, das ist der ehemalige Juwelenhändler Chardin, eine Bildungsreise nach Paris unternehmen. Eine verdammte Plage – der Zögling muss dem Beispiel des Hofmeisters folgen und das eigene Tagebuch in Französisch schreiben. Allerdings trotzt er dem Meister ab, dieser dürfe die Eintragungen nicht lesen. Im unbewachten Augenblick schaut der Zögling mehr als einmal in das Tagebuch des Hofmeisters hinein. Darin ist von einer lieben Laura die Rede und von einer angeblich verstorbenen Frau. In Belgien erweist sich der Zögling um Umgang mit Geld und Gut als unerfahren. Der Hofmeister hilft ihm jedes Mal aus der Patsche.
Chardin erzählt dem Zögling von seinem Unglück. In Lyon als Goldschmied zu Vermögen gekommen, als Juwelenhändler in Paris bekannt geworden, musste er nach der Aufhebung des Edikts von Nantes mit seiner Frau von Lyon nach Metz ziehen. Von einer Geschäftsreise aus Paris zurückgekehrt, erfährt Chardin, dass ihn neidische Glaubensgenossen an Religionsspione verraten haben. Seine Frau glaubt er tot. Ihr Verehrer, der Marquis G., ein junger Dragonerrittmeister, hatte sich um sie gekümmert. Chardin hat die Hofmeisterstelle angenommen, weil er in Paris seine Tochter aus einem Kloster befreien will. Im Auftrage der Frau von Maintenon wird das Mädchen dort festgehalten.
Nach der Flucht der Familie Chardin aus Lyon ist inzwischen ein Jahr vergangen. Nun hat Chardin seine Frau wiedergesehen und erfahren, dass sie vor drei Wochen den Marquis G. geheiratet hat. Chardin schwankt. Zunächst will er seiner Frau die Wahl lassen. Zieht sie den Marquis vor, so will er tot bleiben. Diese Überlegung wird verworfen. Darauf entschließt sich Chardin, seine Frau zu prüfen. Er will ihr seine zweite Frau vorstellen. Diese, eine werdende Mutter, hat der Zögling zu spielen. Der junge Rechtsgelehrte spielt die Rolle gut. Chardins Frau führt mit ihm Gespräche von Frau zu Frau: Chardin hätte vor einem Jahr rechtzeitig mit ihr, der Tochter und seinem Vermögen nach Holland oder nach Berlin zum Großen Kurfürsten fliehen müssen. Chardin lässt die beiden „Frauen“ allein. Der Zögling schaut im Tagebuch des Hofmeisters nach. Darin steht, wie es weitergeht. Chardin will seine Laura befreien. Der Zögling rätselt. Wer ist Laura? Die Geliebte Chardins? Als deutscher Magister Kellermann verkleidet, zieht Chardin durch Paris.  Er sucht die Frau von Sévigné sowie Ninon auf und begegnet sogar der ihm gut bekannten Frau von Maintenon. Diese tritt im Gefolge des Königs auf. Der Hofmeister plant überdies eine Indienreise.
Als der Zögling eines Morgens erwacht, findet er zu seiner Verwunderung einen schönen fremden Jüngling an seiner Seite. Dieser gleicht der Frau Chardins. Eine verschleierte Dame, die, von Bewaffneten eskortiert, das Schlafgemach betritt, demaskiert sich als der Hofmeister. Er bittet den erstaunten Zögling auf Deutsch, seine neben ihm liegende Tochter Laura zu heiraten. Der Zögling schaut hin. In der Tat – der schöne Jüngling hat sich in eine Jungfrau verwandelt. Zu allem Überfluss tritt auch noch der König ein. Es hagelt Bestrafungen. Chardin wird für die Entführung seiner Tochter aus dem geistlichen Erziehungshaus der Frau von Maintenon in die Bastille gesteckt. Dort wird er gemeinsam mit dem Marquis untergebracht. Der Marquis sitzt, weil er ein heimlicher Hugenotte sein soll. Der Zögling muss Laura auf der Stelle heiraten und bekommt Hausarrest. In der Bibliothek der Frau von Maintenon schreibt er sein Tagebuch weiter; nun allerdings auf Deutsch – aus Sicherheitsgründen. Da der Zögling sich sofort nach seiner Vermählung mit nur einem einzigen flüchtigen Kuss von seiner Laura trennen musste, hat er nun viel Zeit für die Bibliothek der Maintenon. Er liest den „Komischen Roman“, verfasst von P. Scarron, dem seligen Manne der Maintenon.
Endlich erzählt der Zögling noch von seiner Flucht aus Paris. Er befreit seine beiden Schwiegerväter aus der Bastille. Auf dem Wege nach Amsterdam feiert Chardin unterwegs in einem Wirtshause die Hochzeit seiner Kinder gebührend nach. Der Marquis – mit von der Partie – will Chardin die Frau zurückgeben. Der Hofmeister lehnt dankend ab und begibt sich auf die Reise nach Indien. Zuvor erklärt er die Erziehung des Zöglings für beendet. Denn das Erziehungsziel wurde erreicht. Der Zögling sollte auf Wunsch seines Vaters mit Laura verheiratet werden. Laura erwartet vom Zögling ein Kind. In Amsterdam treffen die Flüchtlinge auf die Marquise, die Schwiegermutter des Zöglings. Verwundert und beschämt erkennt sie in ihrem Schwiegersohn die vermeintliche zweite Frau ihres ersten Mannes. Als sie erfährt, dass Chardin Europa verlässt, ist sie schließlich erleichtert. Er sei „ein Spaßmacher, ein Komödienspieler, eine Maske gewesen“. Der Zögling und Laura sind anderer Meinung.

## Rezeption
- Moering[5] erwähnt Besprechungen
  - am 22. November 1823 in der „Zeitung für die elegante Welt“ Nr. 229: „Die Darstellung ist klar, belebt und anziehend.“
  - E. Meyen schreibt am 31. Oktober 1839 im „Hallischen Jahrbuch“ Nr. 261: „Auch hier tritt das Naive höchst reizend hervor.“[6]
- Nach Funk[7] verbirgt das Tagebuch – eine Komödie – die Tragödie der Hugenotten. Die Ehefrau Chardins, die Figur der Mutter, leite mit ihrem Auftritt vom Tagebuch zur Novelle über. Der Zögling erlerne vom Hofmeister den Umgang mit Geheimnissen. Indem der Hofmeister den Zögling mit seiner Ehefrau allein lässt, lehre er dem sexuell Unbedarften nebenbei auch noch das Begehren.

### Zitierte Textausgabe
- Achim von Arnim: Die Verkleidungen des französischen Hofmeisters und seines deutschen Zöglings. Novelle. S. 433–491 in Konrad Kratzsch (Hrsg.): Achim von Arnim: Erzählungen. 635 Seiten. Aufbau-Verlag Berlin und Weimar 1968 (1. Aufl.)